# Follie di notte
Follie di notte – włoski film dokumentalno-erotyczny, wyreżyserowany przez Joe D’Amato w 1978 roku.

## Ogólne informacje
Film przedstawia kluby erotyczne i lokale nocne w różnych miastach świecie, m.in. Las Vegas, Tokio i Paryż. Piosenkarka Amanda Lear występuje w filmie w roli przewodniczki, krótko opisując kolejne miasta i lokale oraz przedstawia, co mają one do zaoferowania jeśli chodzi o życie nocne. Tego typu wstęp poprzedza scenę obrazującą przykładową noc w danym klubie. Film zawiera dużą ilość seksu. Zaprezentowane są w nim sceny przedstawiające takie upodobania jak m.in. sadomasochizm, nekrofilia czy seks grupowy. Film kręcono w marcu 1978 roku w Rzymie i Londynie.
Tytuł filmu oznacza w języku włoskim Nocne szaleństwa. Produkcja znana jest też pod innymi nazwami: Crazy Nights (międzynarodowy tytuł angielski), Notti pazze della Amanda Lear (alternatywny tytuł włoski) oraz Mondo erotico (tytuł użyty w Niemczech).

## Muzyka
Amanda Lear wykonuje w filmie dwie piosenki ze swego repertuaru: „Follow Me” (na początku filmu) i „Enigma (Give a Bit of Mmh to Me)” (na końcu). Pojawia się też fragment instrumentalnej wersji „Gold”. Piosenka „Follow Me” została użyta również jako tło dla sceny przedstawiającej miłość lesbijską. Wszystkie wspomniane powyżej nagrania pochodzą z płyty Amandy Lear pt. Sweet Revenge z 1978 roku. Autorem pozostałych kompozycji muzycznych użytych w filmie jest Piero Umiliani.